# Albert Cortvriendt
 (janvier 2018).
Albert Cortvriendt, né à Bruxelles le 21 janvier 1875, et mort le 12 juin 1920, est un peintre belge.

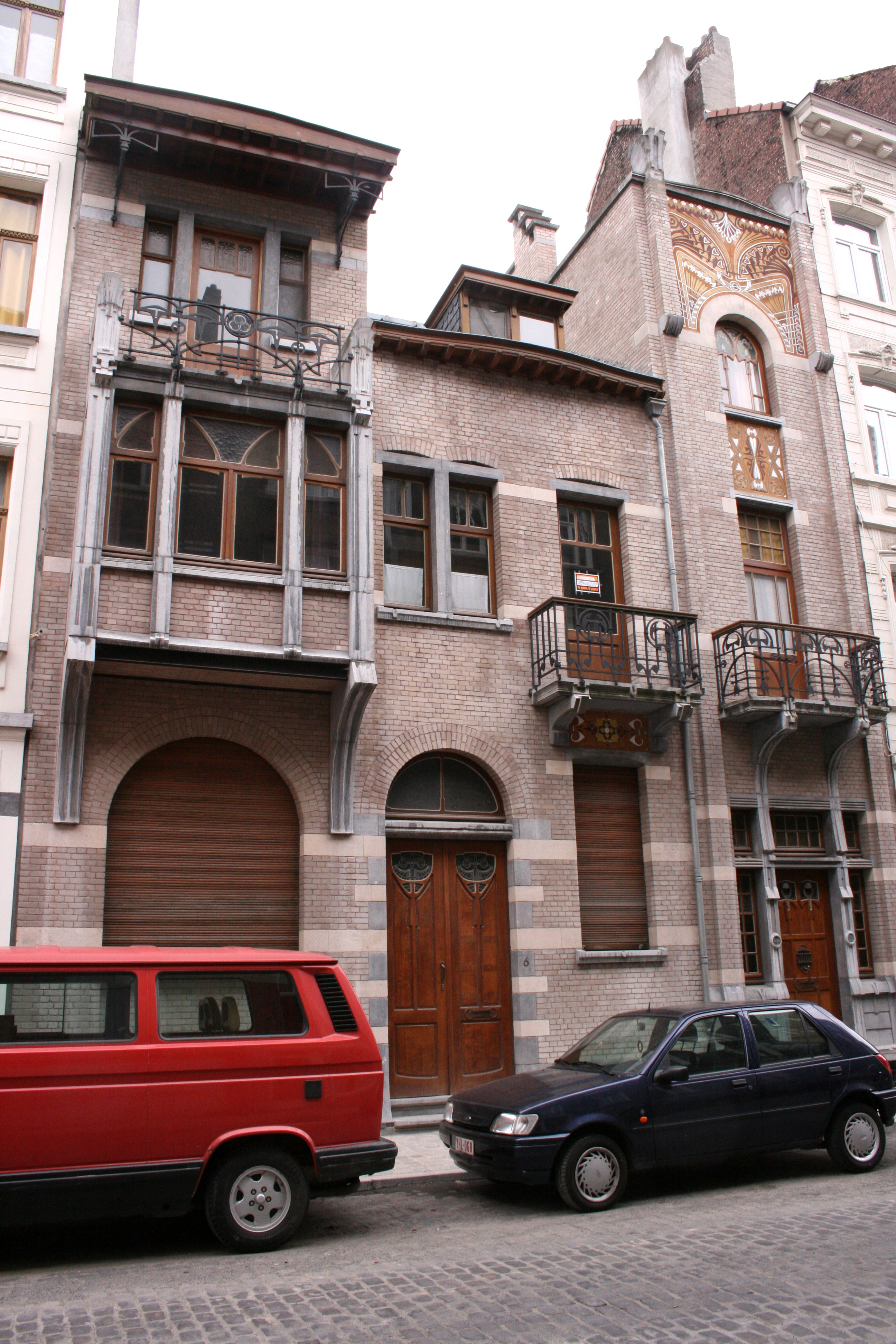
Maison atelier du peintre Albert Cortvriendt, par l'architecte Léon Sneyers.

## Biographie
Albert Cortvriendt se forme vers 1895-1897, à l'Académie royale des beaux-arts de Bruxelles.
Il épouse Laure Collin (1885-1970) dont il a quatre filles : Lucie, Germaine, Hélène et Louise.
Il se fait construire en 1900, rue de Nancy à Bruxelles, une maison-atelier de style Art Nouveau par l'architecte Léon Sneyers.
Albert Cortvriendt se présente en 1904 aux épreuves d'admission du prix de Rome mais sans succès.

## Son œuvre
Après ces débuts artistiques, il semble avoir interrompu rapidement sa carrière de peintre. Il était portraitiste. Aussi est-il surtout connu grâce à la construction de son remarquable atelier. Il fit également construire un château à Langemark sur l'Yser dont il assura la décoration intérieure. On rapporte par exemple que, féru de culture flamande, il décora le hall d'une fresque à la gloire de Tijl Uilenspiegel. Ce château fut détruit pendant la Première Guerre mondiale.
Il était un ami et camarade d'études du peintre Émile Bulcke. Il est enterré dans un caveau monumental près de l'entrée du cimetière de Bruxelles à Etterbeek.